# دانشنامه یهودی‌های جهان اسلام
دانشنامه یهودی‌های جهان اسلام (به انگلیسی: Encyclopedia of Jews in the Islamic World) دانشنامه یهودی‌شناسی و به زبان انگلیسی است که تحت ویراستاری نورمن استیلمن توسط انتشارات بریل چاپ شده است. این دانشنامه اولین اثر مرجع مفصل و متمایز که یهودیان سرزمین‌های اسلامی، به ویژه اواخر قرون وسطی، و در قرون رنسانس و مدرن را پوشش میدهد.